# Lasioglossum cattellae
Lasioglossum cattellae là một loài Hymenoptera trong họ Halictidae. Loài này được Ellis mô tả khoa học năm 1913.